# Trøjenummer (fodbold)
Et trøjenummer bruges i fodbold til at skelne spillere på banen fra hinanden. Numre blev oprindeligt brugt til at vise position, med de startende 11 spillere der fik numrene 1-11, selv om det i dag ikke spiller den store rolle. Nu har spillere de numre, som de selv ønsker eller de, der er til rådighed. Dog bæres 1-11 ofte af spillere på de bestemte positioner. Mens de nationale ligaer indførte trøjenumre i løbet af årtierne, udviklede der sig et system, der er forskelligt i de respektive lande. Der er nogle numre, der plejer at have en fast position næsten overalt.